# اگیواس وازیلواز، سیپراس
اگیواس وازیلواز، سیپراس (به لاتین: Agios Vasileios, Cyprus) یک منطقهٔ مسکونی در قبرس است که در de jure Nicosia District واقع شده‌است.

## خصوصیات
اگیواس وازیلواز ۱۵۴ نفر جمعیت دارد.